# Jelcz 120MTE
Jelcz 120MTE je model polského trolejbusu, který byl vyráběn v letech 90. letech 20. století. Výroba probíhala v závodech Jelcz v Jelczu-Laskowicích a v KPNA ve Słupsku.

## Konstrukce
Jedná se o dvounápravový trolejbus, který konstrukčně i technicky vychází z autobusu typu Jelcz 120M. Kostra karoserie je z vnější strany oplechována. V interiéru jsou stěny pokryty překližkou. Na pravé straně vozové skříně se nacházejí troje dvoukřídlé skládací dveře. Sedadla pro cestující jsou uspořádána příčně a jsou polštářovaná – vyplněná pěnovou pryží a pokrytá potahy z umělé hmoty. Pohon zajišťuje jeden stejnosměrný trakční motor typu Elmor DK210A3P.

## Dodávky trolejbusů
| Současný stát | Město | Článek | Roky dodávek | Počet vozů | Evidenční čísla při dodání | Poznámky | Zdroj |
| ------------- | ----- | ------ | ------------ | ---------- | -------------------------- | -------- | ----- |
| Polsko        | Gdyně | článek | 1997–2000    | 18         | 221–224, 229–231, 233      |          | [ 1 ] |